# Medusa

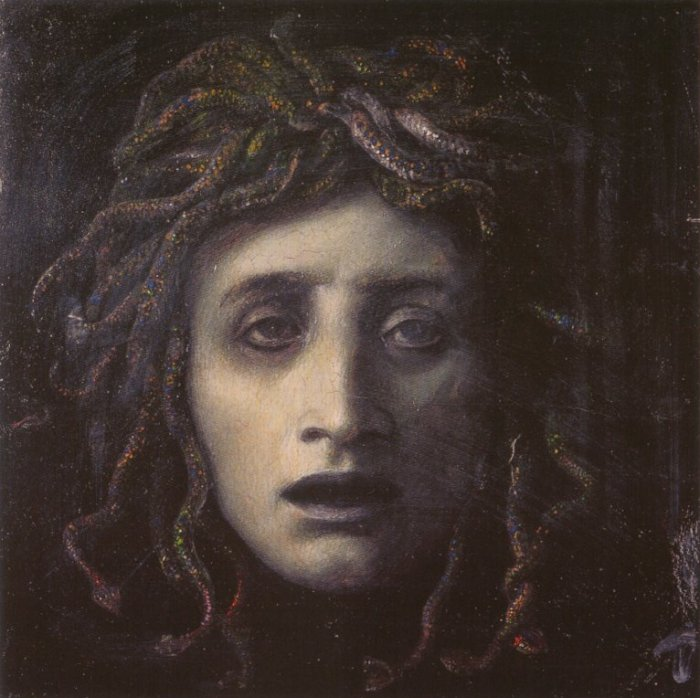
Målningen Medusa, målad av Arnold Böcklin, föreställer Medusa med ormar som hår, från ca. 1878

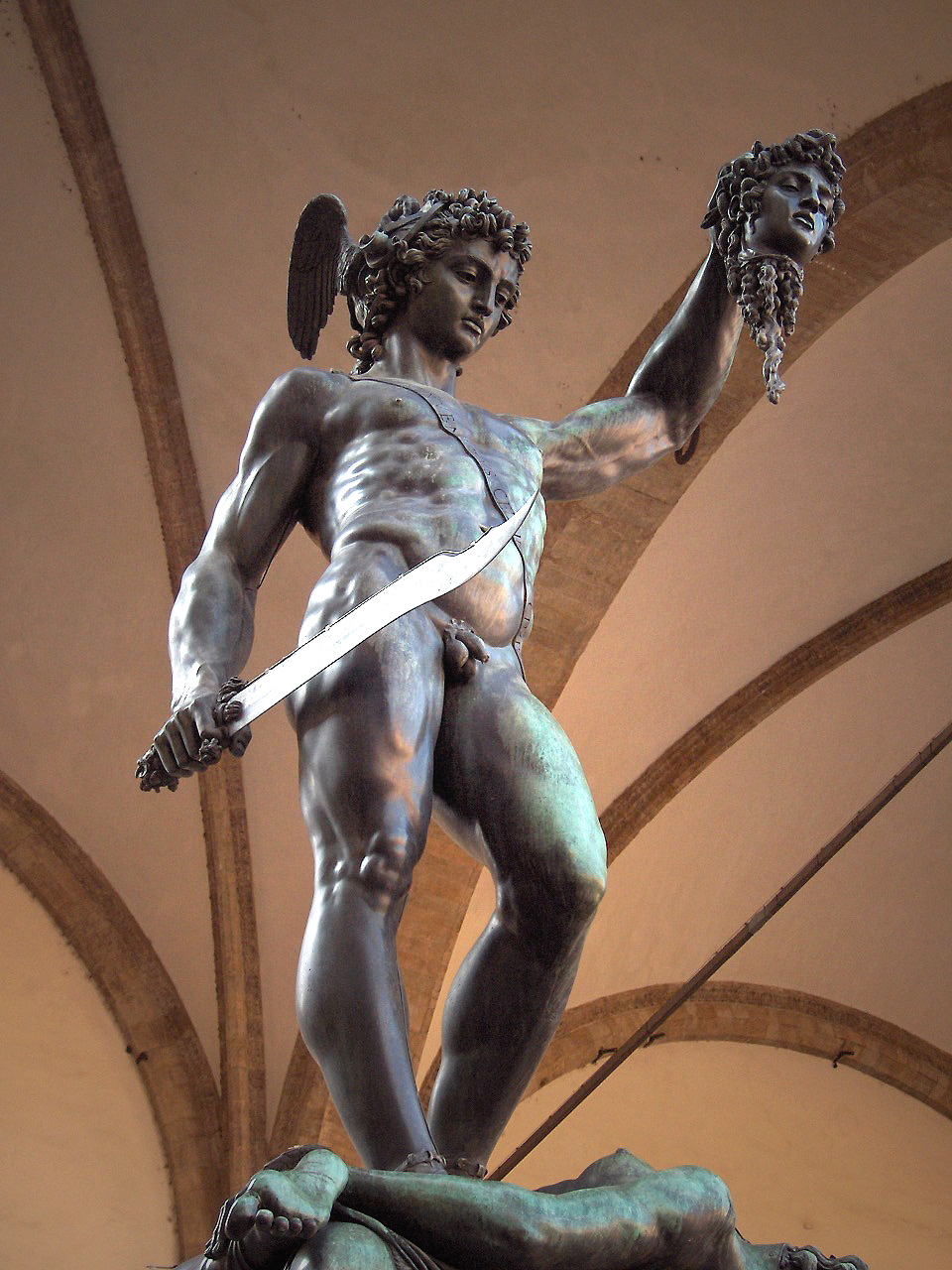
"Perseus med Medusas huvud", skulptur av Cellini (1545-1554).

Medusa var i grekisk mytologi en av gorgonerna och den enda av de tre systrarna som var dödlig. Medusa beskrivs som en mänsklig kvinna med levande giftormar i stället för hår; de som såg hennes ögon sägs ha förvandlats till sten. 
De flesta källor beskriver henne som dottern till havsgudarna Forkys och Keto, även om författaren Hyginus gör henne till dotter till Gorgon och Ceto. Medusa är mor till Chrysaor, kung i Iberien, och till den bevingade hästen Pegasos. 

## Mytologi
Enligt en av myterna om Medusa var hon en gång en vacker flicka. Hon blev våldtagen av havsguden Poseidon i ett av Athenas tempel. 
När Athena fick reda på detta blev hon rasande. Eftersom Poseidon var en av gudarna liksom Athena och dessutom Athenas farbror kunde han inte straffas av henne. I stället straffade Athena den våldtagna Medusa, vars skönhet gjorde Athena svartsjuk. Athena gav Medusa ett skräckinjagande utseende och gjorde håret till slingrande ormar. Alla som därefter såg Medusas ansikte blev förstenade.

## Medusas död
I de flesta versioner av berättelsen dödades Medusa av Perseus, som högg av hennes huvud medan hon sov efter att ha undvikit att se direkt på henne. I stället använde han sin sköld som en spegel, varigenom han kunde se Medusa utan att förstenas. 
Efter att Perseus huggit av Medusas huvud blandades hennes blod med havets skum. Ur vågorna uppstod Chrysaor, kung i Iberien, och den bevingade hästen Pegasos. En födelse som starkt påminner om Afrodites.
Perseus tog med sig Medusas huvud i en säck, och använde det som ett vapen. Bland annat använde han huvudet till att förstena ett vidunder som havsguden Poseidon hade sänt för att sluka prinsessan Andromeda. Han förvandlade också titanen Atlas till sten, eftersom Atlas hade vägrat honom ett gästvänligt mottagande. Det var så Atlasbergen skapades. Senare gav han huvudet till Athena som placerade det på sin sköld, Aigis.

I den klassiska antiken avbildades Medusas huvud på det magiska skyddsföremålet Gorgoneion.

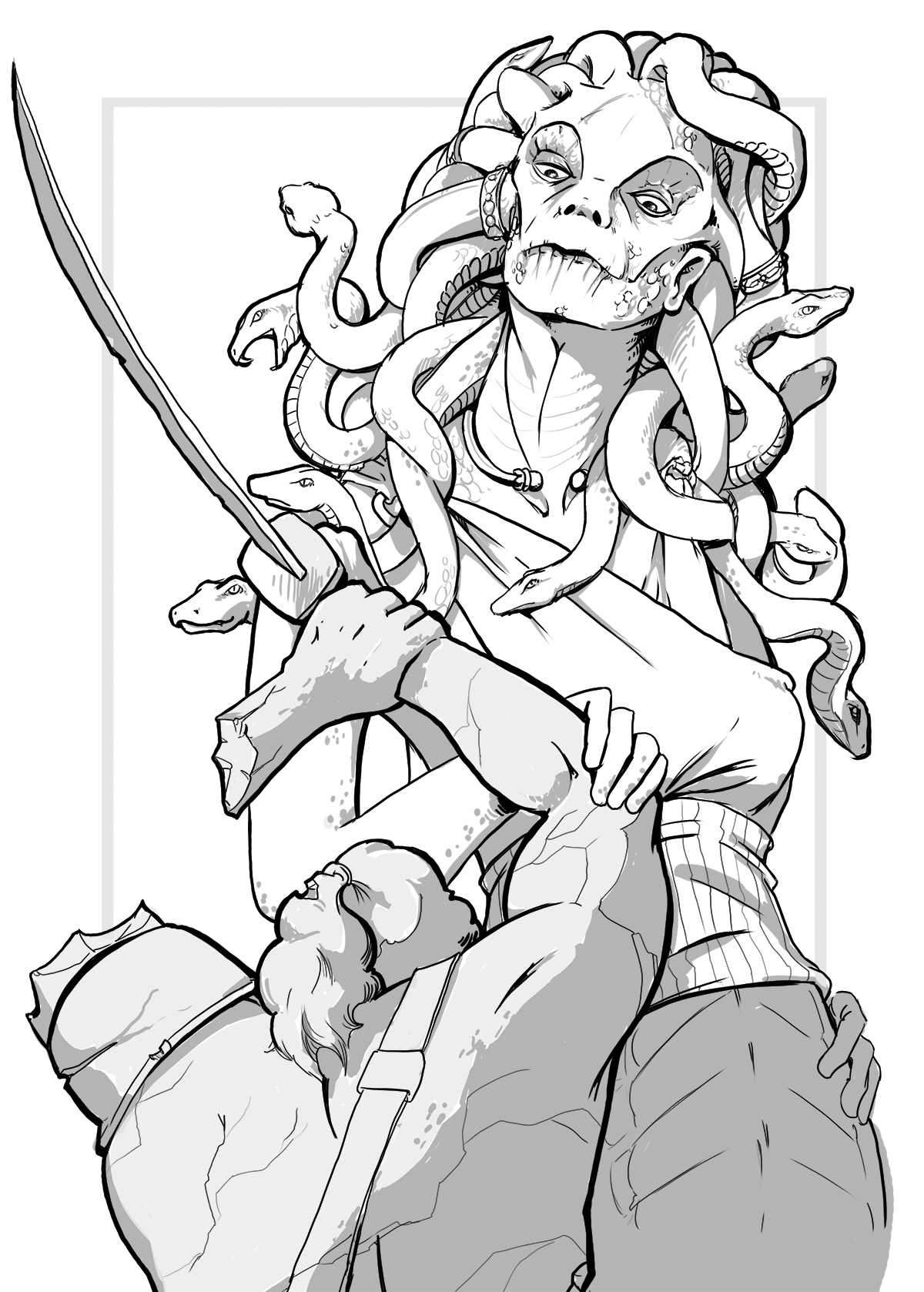
Medusa i Dungeons & Dragons.

## Medusa som symbol i dagens samhälle
Bilden av Medusas avhuggna huvud har blivit en av de mest kända bilderna från den grekiska mytologin. 
I samtida popkultur har Medusa ofta förknippats med kvinnligt raseri. Luciano Garbatis skulptur från 2008, Medusa with the Head of Perseus, skildrar hur hon håller fast om Perseus avhuggna huvud, och blev senare en feministisk symbol för Metoo-rörelsen.
Medusa har också blivit en populär ikon inom modevärlden, eftersom logotypen för det italienska lyxklädesmärket Versace visar ett huvud av en gorgon.
Medusa är namnet på en patientförening för våldtäktsoffer. Föreningen grundades år 2018. 
Medusa är namnet på en svensk populärvetenskaplig tidskrift.
Hon medverkar ofta i rollspel och dataspel. Bland annat i Dungeons & Dragons, God of War, Final Fantasy, Kid Icarus, Castlevania, Fortnite och Assassin's Creed.
Asteroiden 149 Medusa är uppkallade efter henne.